# One Cell in the Sea
One Cell In The Sea – debiutancki studyjny album wokalistki A Fine Frenzy. Wydany został 17 lipca 2007 roku w Stanach Zjednoczonych. Na oficjalnej liście Billboard zadebiutował na miejscu 158, lecz potem awansował na miejsce 91.

## Lista utworów
1. "Come On, Come Out" — 3:35
2. "The Minnow & the Trout" — 4:28
3. "Whisper" — 4:56
4. "You Picked Me" — 4:23
5. "Rangers" — 4:33
6. "Almost Lover" — 4:28
7. "Think of You" — 4:06
8. "Ashes and Wine" — 4:20
9. "Liar, Liar" — 5:55
10. "Last of Days" — 4:12
11. "Lifesize" — 3:44
12. "Near to You" — 4:35
13. "Hope for the Hopeless" — 4:17
14. "Borrowed Time" — 4:13

## Pozycje w notowaniach
| Notowanie (2008)      | Najwyższa pozycja | Sprzedaż |
| --------------------- | ----------------- | -------- |
| Austrian Albums Chart | 6                 |          |
| Swiss Albums Chart    | 11                |          |
| German Albums Chart   | 20                |          |
| U.S. Billboard 200    | 91                | 180.000+ |